# TRAIN-TRAIN
「TRAIN-TRAIN」（トレイン・トレイン）は、日本のロックバンド、THE BLUE HEARTSのメジャー・デビュー前から6枚目、デビュー後5枚目のシングルである。
1988年11月23日、メルダックからリリースされた。

## 解説
3rdアルバム『TRAIN-TRAIN』と同時発売。シングルでは、アルバムに収録されているものと同じテイクが使用されているが、ブルースハープとドラムで奏でる列車が疾走するような前奏部分が収録されていない。
発売から約2ヶ月後の1989年1月に開始されたTBS系の学園ドラマ『はいすくーる落書』の主題歌に起用され、バンド始まって以来初のオリコンシングルチャートベスト10入りを記録。同じくTBS系の音楽番組『ザ・ベストテン』では、唯一10位以内（1989年2月23日第4位で初登場、同年3月2日に最高位の第3位、同年3月30日第9位まで合計5週間）のランクインを果たしたが、同番組に生出演する事は一度も無かった。
1992年には教育出版発行の小学5年生向けの音楽の教科書に演奏版として取り上げられたこともある（曲名表記は「トレイントレイン」）。
高校野球の応援歌として定番曲となっており、中日ドラゴンズの藤井淳志選手が入団時、入場曲を中日スポーツで公募してTHE BLUE HEARTSの「TRAIN-TRAIN」に決めて使用していたが、2013年現在は同じTHE BLUE HEARTSの「キスしてほしい」にしている。また、元読売ジャイアンツの鈴木尚広の登場曲としても使用されていた（2015年と引退した2016年は打席のみならず、代走で起用された場合にも流れるケースがあった）。
元WBA世界スーパーウェルター級暫定王者石田順裕の入場曲に使用される。
プレイステーション2ソフト「鉄1〜電車でバトル!〜」ではゲームのデモ画面で流れたり、三共から出されたパチンコ台「フィーバー電車でGO!2」や西陣のCRエーストレインでは大当たりしたときの曲として流れる場合がある。またPSP用ソフト「喧嘩番長3 全国制覇」では、ゲームのデモ画面とタイトル画面で流れている（タイトル画面はメロディのみ）。
フジテレビ系で放送されていた『クイズ!ヘキサゴンII』内の「仲間を救え!底抜けドボンクイズ」など、鉄道に関連するゲームでもしばしば使用される。
2007年にはNTT西日本のフレッツ・光プレミアムのCMソングに、この曲の替え歌が使われていた（後に、嘉門達夫（現・嘉門タツオ）が替え歌で歌っている）。ちなみに同時期のNTT東日本のBフレッツのCMソングには同じTHE BLUE HEARTSの「夢」の替え歌が使われていた。さらに、広島県呉市のPRマスコットキャラクター呉氏のPR動画に替え歌「呉IN-呉IN」が採用された。
2017年にはJR東日本CMのBGMとして本曲のピアノアレンジが使用されている。
2020年よりBS日テレで放送されている『友近・礼二の妄想トレイン』の番組テーマ曲として使用されている。

## 収録曲
全曲 作詞・作曲：真島昌利、編曲：THE BLUE HEARTS
1. TRAIN-TRAIN
ピアノを全面に加えた初めての曲であり、真島作曲の初のシングルA面である。ジャケットに書かれてある歌詞は、真島の手書きである。歌詞カードではサビの最後は「行け」となっているが、曲中では「行く」と歌われており、ライブでも常に「行く」と歌われた。アルバムver.以降はサビの部分の歌詞が記載されていない。
ライブでは、「パイナップルの逆襲ツアー」では1曲目に、凸凹ツアーではアンコールのラストに歌われ、ライブで1曲目とラストに歌われた唯一の歌である。
2. 無言電話のブルース
真島の実話を元にしている。
ライブの1曲目として演奏されたことが2度だけある。

|  | イ長調 (A) |

## カバー
TRAIN-TRAIN
- やなわらばー - 2011年発売のアルバム『泣唄 笑唄』に収録。
- 浅倉杏美、原由実、沼倉愛美 - 2013年発売のアルバム『THE IDOLM@STER STATION!!! FAVORITE TALKS』に収録。
- THE ROLLING GIRLS（小澤亜李、日高里菜、種田梨沙、花守ゆみり） - 2015年1月期の独立局系深夜アニメ『ローリング☆ガールズ』の挿入歌として使用。
- 10-FEET - 2016年1月27日発売のコラボレーション・アルバム「30th anniversary THE BLUE HEARTS re-mix『re-spect』」に収録[2]。
- クリトリック・リス - 歌詞を大幅に変更した上で、『BUS-BUS』のタイトルで2016年11月30日にSMEJから配信限定シングルとしてリリース。クレジットには「替歌：スギム」と表記されている。
- BOYS AND MEN- 2021年発売のシングル『ニュー・チャレンジャー』のカップリング曲として収録。
- ロンドンブーツ1号2号 - 2022年12月30日放送『クイズ☆正解は一年後』（TBSテレビ）内にてカバー。2023年1月1日に配信リリースされるトリビュート・アルバム『ザ・ブルーハーツ クイズ☆正解は一年後 トリビュート』に収録[3]。
- KALMA - AOKIのWEB動画タイアップ楽曲。2023年2月15日に配信リリース。